# J. A. C. Redford
Jonathan Alfred Clawson Redford, conosciuto come J. A. C. Redford (Los Angeles, 14 luglio 1953), è un compositore, direttore d'orchestra e arrangiatore statunitense.
Ha composto musiche per film e serie televisive, tra cui: Oliver & Company, George re della giungla 2 e A cuore aperto.

## Filmografia parziale

### Cinema
- Oltre ogni limite (Extremities), regia di Robert M. Young (1986)
- Oliver & Company - film d'animazione, regia di George Scribner (1988)
- Gli strilloni (Newsies), regia di Kenny Ortega (1992)
- Piccoli grandi eroi (D2: The Mighty Ducks), regia di Sam Weisman (1994)
- Mariti imperfetti (Bye Bye Love), regia di Sam Weisman (1995)
- Pesi massimi (Heavyweights), regia di Steven Brill (1995)
- Un ragazzo alla corte di re Artù (A Kid in King Arthur's Court), regia di Michael Gottlieb (1995)
- Ducks - Una squadra a tutto ghiaccio (D3: The Mighty Ducks), regia di Robert Lieberman (1996)
- George re della giungla 2 (George of the jungle 2), regia di David Grossman (2003)
- Una notte con il re (One Night with the King), regia di Michael O. Sajbel (2006)
- BURN•E - cortometraggio d'animazione, regia di Angus MacLane (2008)

### Televisione
- James (James at 15) - serie TV, 4 episodi (1977-1978)
- Starsky & Hutch - serie TV, 1 episodio (1979)
- 240-Robert - serie TV, 1 episodio (1979)
- Bret Maverick - serie TV, 18 episodi (1981-1982)
- A cuore aperto (St. Elsewhere) - serie TV, 136 episodi (1982-1988)
- Trauma Center - serie TV, 2 episodi (1983)
- Houston pronto soccorso (Cutter to Houston) - serie TV, 3 episodi (1983)
- I ragazzi del computer (The Whiz Kids) - serie TV, 3 episodi (1984)
- Automan - serie TV, 1 episodio (1984)
- Cover Up - serie TV, 1 episodio (1984)
- Ai confini della realtà (The Twilight Zone) - serie TV, 1 episodio (1986)
- Coach - serie TV, 196 episodi (1989-1997)
- Capital News - serie TV, 1 episodio (1990)
- Delta - serie TV, 17 episodi (1992-1993)
- Leroy & Stitch - film TV d'animazione, regia di Tony Craig e Roberts Gannaway (2006)